# Dolní Čermná
Dolní Čermná là một chợ huyện thuộc huyện Ústí nad Orlicí, vùng Pardubický, Cộng hòa Séc.